# 陽嶠
阳峤（?—?），唐朝官员，河南洛阳县（今河南省洛阳市）人。先代从北平迁居，北齐右仆射阳休之玄孙。
唐高宗仪凤年间，应八科举，担任将陵尉，担任詹事司直。武则天长安年间，桓彦范为左御史中丞，袁恕己为右御史中丞，争着推荐阳峤，请任用为御史。内史杨再思与阳峤有交情，知道阳峤不愿意当御史，告诉桓彦范。桓彦范说，为官择人，岂待情愿。武则天擢授他为右台侍御史。唐中宗景龙末年，官至国子司业。阳峤恭谨好学，有儒者之风。勤于政理，循循善诱。在国子学，时人以为称职。他上奏维修先圣庙及讲堂，在前庭建碑，来纪录崇儒之事。唐睿宗即位，拜为尚书右丞。当时分建都督府，以阳峤为泾州都督府，历任魏州刺史、兖州都督、荆州长史，为本道按察使，以清廉著称。魏州人至朝廷割耳请愿，阳峤于是担任魏州刺史。入朝为国子祭酒，封为北平县伯，他推荐尹知章、范行恭、赵玄默等名儒为学官，他对生徒管教甚严，懒惰的加以鞭打，学生于夜间在街中殴打他。唐玄宗下令闻杖杀打人的人。年老致仕，在家中去世，谥号敬。